# Alkyoneus

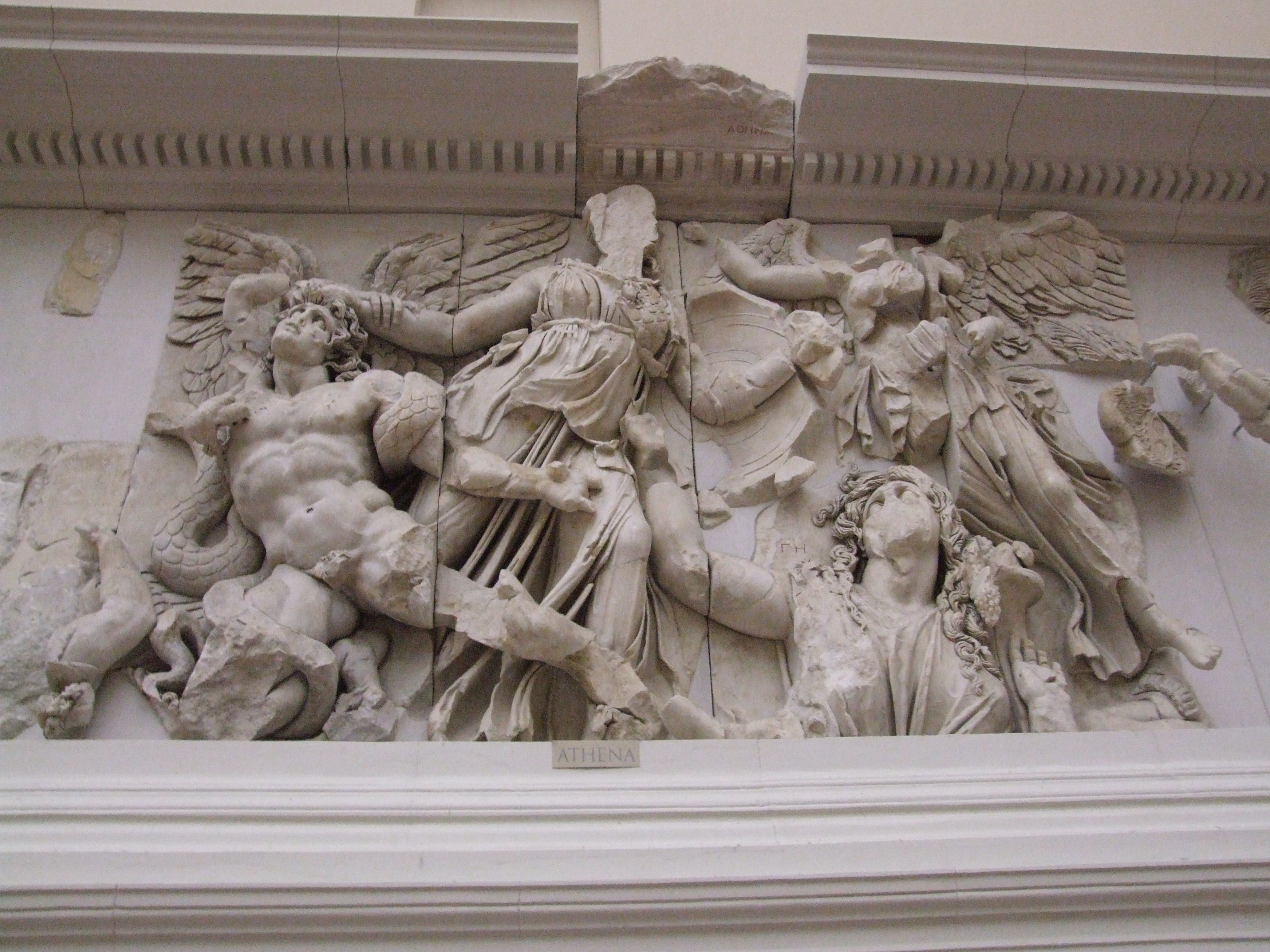
Detail des Pergamonaltars, Berlin 2016

Alkyoneus (altgriechisch Ἀλκυονεύς Alkyoneús) ist ein Gigant der griechischen Mythologie.

## Mythos
Alkyoneus wird in der Namensliste der Bibliotheke des Apollodor als Sohn der Gaia und des Blutes des Uranos, das bei seiner Entmannung auf Gaia fällt, genannt. In der Namensliste der Dionysiaka von Nonnos wird nur die Mutter Gaia genannt. Nach Pindar ist Alkyoneus der älteste der Giganten.
In der Bibliotheke ist Alkyoneus unsterblich, solange er sich in seinem Geburtsland aufhält. Folglich schaden ihm die Pfeile des Herakles in der Gigantomachie nicht, bis ihn dieser aus Pallene wegschleppt. Er wird von Herakles mit einem Pfeil verwundet, als er versucht, die himmlische Götterwohnung zu stürmen. Durch die Verwundung stürzt er auf die Erde herab, gewinnt durch diese Berührung mit seiner Mutter Gaia aber neue Kräfte und geht von neuem gegen die Götter vor. Wieder trifft ihn der Pfeil des Herakles, doch packt ihn dieser auf Anraten der Athene gleich nach dem erneuten Sturz, zieht ihn aus seiner Heimatstadt heraus und entzieht ihm so die Quelle seiner Kraft, woraufhin er stirbt.
In Nonnos Dionysiaka wird Alkyoneus von Bacchus mit einem Kugelhagel aus Laub zurückgeworfen. Erst als Gaia ihm im Falle des Sieges Artemis als Bettgenossin verspricht, kämpft er weiter. Er greift Bacchus mit einem Felsen bewaffnet an, aber Bacchus verteidigt sich mit einer Weinrebe. Sobald die Weinrebe den Felsen berührt, zerspringt dieser und Alkyoneus ist entwaffnet.
Ehe er aber in der Gigantomachie sein Leben ließ, hatte Alkyoneus eine Reihe von Töchtern gezeugt, die sogenannten Alkyoniden oder Alken. Diese, sie hießen Alkippe, Anthe, Asterie, Chthonia, Drimo, Methone, Pallene und Phtonia, waren über den Tod des Vaters so in Trauer, dass sie sich vom kanasträischen Vorgebirge ins Meer hinab stürzten. Aber es rettete ihnen die Amphitrite das Leben und verwandelte sie in Eisvögel.